# Поповец (Хрватска)
Поповец је насеље у саставу Града Загреба. Налази се у четврти Сесвете. До територијалне реорганизације у Хрватској налазио се у саставу старе загребачке приградске општине Сесвете.

## Становништво
На попису становништва 2011. године, Поповец је имао 937 становника.

## Попис1991.
На попису становништва 1991. године, насељено место Поповец је имало 737 становника, следећег националног састава:
| Попис 1991.‍  | Попис 1991.‍  | Попис 1991.‍ | Попис 1991.‍ | Попис 1991.‍ |
| ------------ | ------------ | ----------- | ----------- | ----------- |
|              |              |             |             |             |
| Хрвати       | Хрвати       |             | 709         | 96,20%      |
| Срби         | Срби         |             | 13          | 1,76%       |
| Албанци      | Албанци      |             | 3           | 0,40%       |
| Југословени  | Југословени  |             | 2           | 0,27%       |
| Словенци     | Словенци     |             | 1           | 0,13%       |
| неопредељени | неопредељени |             | 8           | 1,08%       |
| регион. опр. | регион. опр. |             | 1           | 0,13%       |
| укупно: 737  |              |             |             |             |